# Dicranomyia dimelania
Dicranomyia dimelania är en tvåvingeart som först beskrevs av Alexander 1935.  Dicranomyia dimelania ingår i släktet Dicranomyia och familjen småharkrankar.
Artens utbredningsområde är Taiwan. Inga underarter finns listade i Catalogue of Life.